# Alchemilla ptychomnoa
Alchemilla ptychomnoa es una especie de planta del género Alchemilla, perteneciente a la familia Rosaceae.

## Taxonomía
Alchemilla ptychomnoa fue descrita por Rothm. en 1938.

## Distribución
Se encuentra en el territorio de Anatolia.